# Araçás
Araçás – miasto i gmina w Brazylii, w stanie Bahia. Znajduje się w mezoregionie Nordeste Baiano i mikroregionie Alagoinhas.